# Baywatch (película)
Baywatch (Baywatch: Guardianes de la bahía en Hispanoamérica y Baywatch: Los vigilantes de la playa en España) es una película de comedia y acción estadounidense de 2017, basada en la serie con el mismo nombre, de 1989. La película está protagonizada por Dwayne "The Rock" Johnson, Zac Efron, Alexandra Daddario y Kelly Rohrbach y con la participación antagónica de Priyanka Chopra. El filme está dirigido por Seth Gordon y fue estrenado en los cines de Estados Unidos el 19 de mayo de 2017.

## Sinopsis
En Emerald Bay, Florida, el teniente Mitch Buchannon y su equipo de salvavidas, incluida la segunda al mando Stephanie Holden y la veterana C.J. Parker, protegen las playas y la bahía como parte de una división de élite conocida como Baywatch. Después de haber realizado más de 500 rescates en su carrera, Mitch es amado por la comunidad, para disgusto del policía local Garner Ellerbee y el superior de Mitch, el Capitán Thorpe. Durante una de sus patrullas matutinas, Mitch encuentra una pequeña bolsa de flakka cerca del Huntley Club, que ahora es propiedad de la empresaria Victoria Leeds, quien ha estado sobornando en secreto al concejal Rodríguez y otros en un esfuerzo por aumentar su participación en la bahía.
Más tarde, Mitch conoce al atleta olímpico Matt Brody quien, pensando que su posición en los Olímpicos le da derecho a estar en el equipo sin probar, dice que ya está en el equipo. Luego llama a Holden y se burlan de Brody. Más tarde, Mitch hace que Brody lo derrote en el curso de "chicos grandes". Cuando termina el curso, una madre y sus hijos comienzan a ahogarse, lo que hace que los salvavidas y Brody se apresuren a salvarlos, aunque Brody aún no es salvavidas. Cuando todo está claro, los resultados de las pruebas están listos y las personas que lo lograron son Ronnie Greenbaum, Summer Quinn y Matt Brody.
Cuando un yate privado se incendia, Brody desobedece las órdenes y se sumerge directamente bajo las llamas, lo que hace que Holden y CJ tengan que salvarlo. Los ocupantes son evacuados, excepto el fallecido concejal Rodríguez. Ellerbee desaprueba las acciones de investigación adicionales de Mitch. Mitch y la pandilla asisten a una fiesta organizada por Leeds para investigar sobre el flakka, pero sin mucha suerte, ya que Brody hace el ridículo emborrachándose. Mitch, Summer y Brody luego se infiltran en la morgue del hospital, donde graban a dos de los secuaces de Leeds colocando un informe de autopsia falsificado para encubrir el hecho de que Rodríguez fue asesinado por orden de ella. Desafortunadamente, son descubiertos, y aunque Mitch logra someter y capturar a uno de ellos, la grabación se destruye y Ellerbee se ve obligada a liberar a su sospechoso por falta de pruebas. Enfurecido, Thorpe amenaza con despedir a Mitch si vuelve a extralimitarse en su autoridad.
Convencidos de que Leeds está sacando drogas del Huntley, Mitch y Brody se infiltran y se cuelan en la cocina del club, donde ven a sus trabajadores sacar las drogas de los barriles de pescado y procesarlas. Se ponen en contacto con Ellerbee, solo para enterarse de que se ha encontrado otro cadáver en la playa. Thorpe, enfurecido porque Mitch esencialmente abandonó su puesto, lo despide y nombra a Brody como el nuevo teniente. Brody no quiere el trabajo, pero se ve obligado a aceptarlo. Mitch luego acepta un trabajo como vendedor en Sprint.
Más tarde, Brody ve a un par de "estafadores de arena (ladrones de playa)" que roban bolsas usando una hielera. Aborda al hombre, le ordena a él y a su cómplice que salgan de la playa y roba la hielera. Después de encontrar otra bolsa de flakka en la playa, Brody roba el informe de la segunda víctima de Ellerbee usando el refrigerador y se lo lleva a Summer, quien confirma su sospecha de que el hombre murió con un cuchillo en lugar de un ataque de tiburón. Ronnie, al reconocer a la víctima como su amigo Dave, ayuda a Brody a piratear servidores de Leeds, revelando su plan para privatizar toda la playa comprando o eliminando sistemáticamente a todos los propietarios de negocios competidores.
Más tarde, el equipo se infiltra en una fiesta privada en el yate personal de Leeds y descubre cómo ha estado usando el casco para contrabandear las drogas. Brody es capturado y colocado en una jaula de cebo para ahogarse, y Leeds, regodeándose, revela que sobornó a Thorpe para que despidiera a Mitch y pusiera a Brody para el trabajo antes de empujar la jaula al agua. Justo antes de que Brody muera, Summer nada hacia él y le da el beso de la vida. Sin embargo, esto resulta ser una alucinación cuando recupera la conciencia y se da cuenta de que en realidad es Mitch quien lo resucita. Los dos alcanzan a Leeds, mientras que Ronnie y C. J. piratean el sistema y lanzan fuegos artificiales para evitar que aterrice su helicóptero de escape. Justo cuando se acaban, un Mitch herido, habiéndose picado intencionalmente con un erizo de mar para aumentar su adrenalina, usa una vela romana para volar Leeds, salvando a Brody una vez más. Ellerbee llega y detiene a los secuaces de Leeds, y se disculpa con Mitch por dudar de él. Thorpe llega y comienza a regañar a Mitch por no entender que está despedido y regresa a la playa. En respuesta, Brody golpea a Thorpe en la cara. Posteriormente, Thorpe es arrestado por su papel en el plan de Leeds.
Posteriormente, Ronnie y Brody comienzan una relación con CJ y Summer, respectivamente. Mitch, habiendo sido reincorporado, ya no convierte a Ronnie, Summer y Brody en aprendices y les presenta a su nueva capitana, Casey Jean.

## Reparto
- Dwayne Johnson como Mitch Buchannon.
- Zac Efron como Matt Brody.
- Priyanka Chopra como Victoria Leeds.[3]
- Alexandra Daddario como Summer Quinn.
- Ilfenesh Hadera como Stephanie Holden.
- Kelly Rohrbach como C.J. Parker.
- Jon Bass como Ronnie.
- Rob Huebel como el capitán Thorpe.
- Yahya Abdul-Mateen II como Garner Ellerbee.
- Belinda como Carmen.[4]
- Hannibal Buress como Dave.
- Charlotte McKinney como Julia.[5]
- David Hasselhoff (cameo) como Mitch, el Mentor.
- Pamela Anderson (cameo) como Casey Jean Parker.[6]

## Recepción
Baywatch recibió críticas negativas. En Rotten Tomatoes, la película tiene una clasificación de 20% sobre la base de 184 reseñas, y un puntaje promedio de 4.2/10. En Metacritic la película tiene un puntaje de 37 sobre 100, basado en 47 críticas, indicando "reseñas generalmente desfavorables".